# 上方芸能三国志
上方芸能三国志（かみがたげいのうさんごくし）とは、かつてヨシモトファンダンゴTVで放送されていた番組。

## 内容
吉本の劇場基（baseよしもと）、梅（うめだ花月）のメンバーが難（なんばグランド花月）のSHISHOW（師匠）をめざし、テーマにそって戦う番組。

## レギュラー出演
- あいはら（メッセンジャー）
- 藤井輝雄（しましまんず）

## ゲストメンバー
梅
- ロザン
- ランディーズ
- サバンナ
- シンクタンク
- 野性爆弾
- 矢野・兵動
- レイザーラモン

ほか
基
- ストリーク
- ソラシド
- 天津
- NON STYLE
- 南海キャンディーズ
- けもの道
- ダイアン
- ネゴシックス